# John Patrick Foley

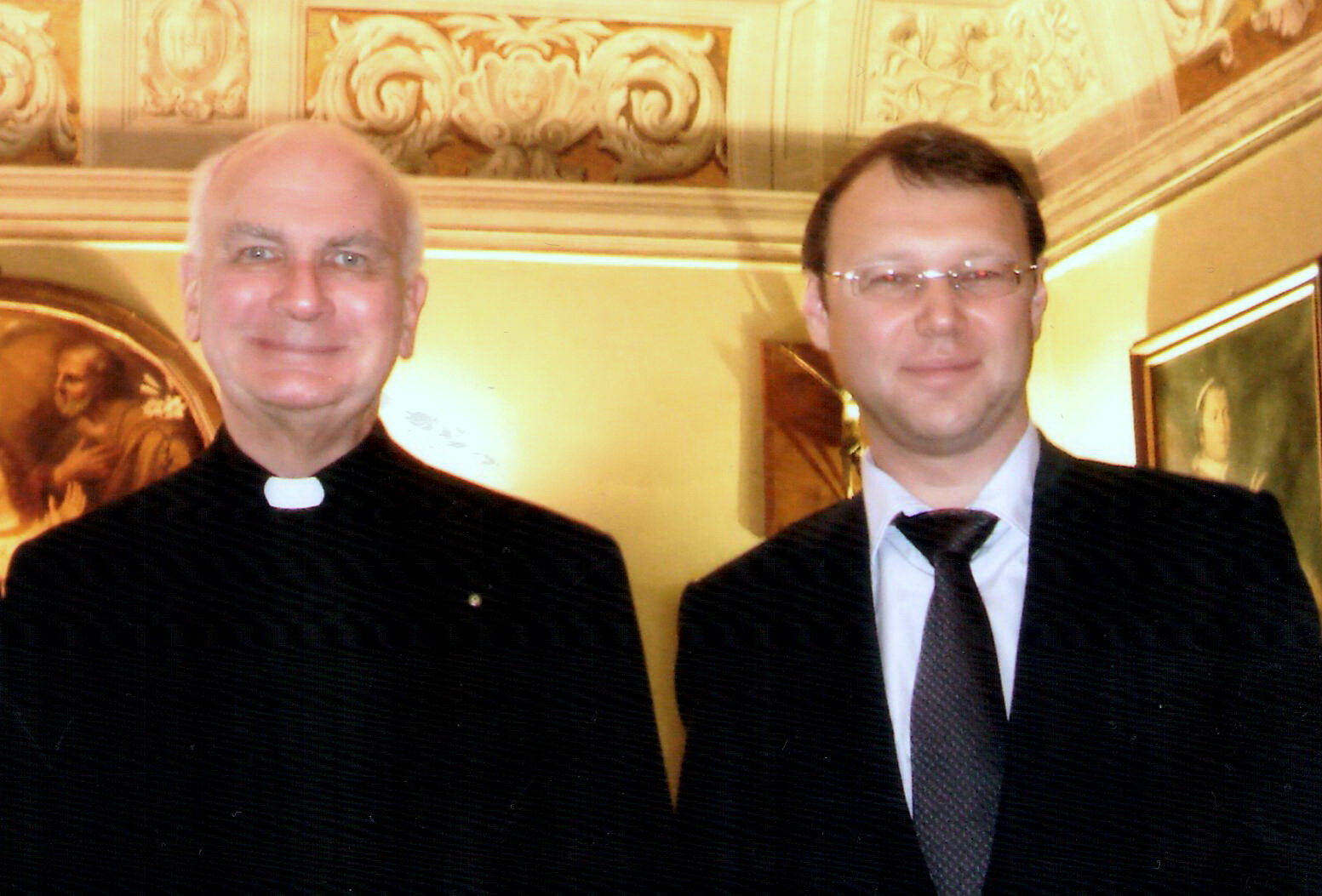
John Patrick Kardinal Foley (l.) mit Yaroslav Ternovskiy (2009)

Kardinalwappen

John Patrick Kardinal Foley (* 11. November 1935 in Darby, Pennsylvania, USA; † 11. Dezember 2011 ebenda) war ein Kurienkardinal der römisch-katholischen Kirche. Er war als Präsident des Päpstlichen Rates für die sozialen Kommunikationsmittel über 20 Jahre lang Kommunikationschef des Heiligen Stuhls und als „Stimme des Vatikans“ bekannt. Von 2007 bis 2011 war er Kardinal-Großmeister des Ritterordens vom Heiligen Grab zu Jerusalem.

## Leben
Nach dem Studium der Katholischen Theologie und des Journalismus empfing Foley am 19. Mai 1962 durch John Joseph Kardinal Krol in Philadelphia das Sakrament der Priesterweihe. In den folgenden Jahren war er in der Seelsorge tätig und wurde schließlich Leiter der Kirchenzeitung The Catholic Standard & Times für das Erzbistum Philadelphia. 1976 wurde Foley zum Päpstlichen Ehrenprälaten ernannt.
Papst Johannes Paul II. ernannte ihn am 5. April 1984 zum Titularerzbischof von Neapolis in Proconsulari und bestellte ihn zum Präsidenten des Päpstlichen Rates für die sozialen Kommunikationsmittel. Die Bischofsweihe spendete ihm am 8. Mai 1984 ebenfalls John Joseph Kardinal Krol; Mitkonsekratoren waren Martin Nicholas Lohmuller, Weihbischof in Philadelphia, und Thomas Jerome Welsh, Bischof von Allentown.
Nach dem Tod von Johannes Paul II. am 2. April 2005 erlosch wie bei allen Leitern der vatikanischen Dikasterien dem Codex iuris canonici entsprechend zunächst sein Amt. Papst Benedikt XVI. bestätigte ihn jedoch zu Beginn seines Pontifikates in dieser Funktion. Am 27. Juni 2007 entpflichtete ihn Benedikt XVI. als Präsidenten des Rates für die sozialen Kommunikationsmittel und ernannte ihn zum Pro-Großmeister des Ritterordens vom Heiligen Grab zu Jerusalem; er war seit 1991 Mitglied des Päpstlichen Laienordens.
Am 24. November 2007 nahm ihn Benedikt XVI. als Kardinaldiakon mit der Titeldiakonie San Sebastiano al Palatino in das Kardinalskollegium auf. Am 22. Dezember 2007 ernannte ihn Papst Benedikt XVI. zum Kardinal-Großmeister der Grabesritter. Nach der Entpflichtung des aus gesundheitlichen Gründen zurückgetretenen John Patrick Kardinal Foley am 10. Februar 2011 als Großmeister des Ritterordens vom Heiligen Grab zu Jerusalem wurde Giuseppe De Andrea zusammen mit dem Generalgouverneur des Ordens, Agostino Borromeo, für die Zwischenzeit als Päpstlicher Assessor eingesetzt. Benedikt XVI. nahm am 29. August 2011 das von Kardinal Foley aus gesundheitlichen Gründen vorgebrachte Rücktrittsgesuch vom Amt des Kardinal-Großmeisters des Ritterordens vom Heiligen Grab zu Jerusalem an und ernannte den bisherigen Erzbischof von Baltimore, Edwin Frederick O’Brien, zu seinem Nachfolger.
Der Großmeister des Malteserordens, Fra‘ Matthew Festing, verlieh Kardinal Foley am 22. April 2010 in Rom die Insignien zum Ehren- und Devotionsgroßkreuz-Bailli; Foley war bereits seit 2002 Kaplan des Malteserordens.

## Ehrungen und Auszeichnungen

### Preise
- 1984: St. Francis de Sales Award of the Catholic Press Association
- 1985: The Journalism Alumni Award of Columbia University, New York
- 1990: The Sourin Award of the Catholic Philopatrian Literary Institute of Philadelphia
- 1996: The President’s Medal of Holy Family College, Philadelphia
- 1997: The Barry Award of the American Catholic Historical Society of Philadelphia
- 1997: The Shield of Loyola Award of Saint Joseph’s University
- 2009: Living Stones Award der Holy Land Christian Ecumenical Foundation (HCEF)[5]
- 2011: Gabriel Award der Catholic Academy of Communication Arts Professionals für sein Lebenswerk im Mediensektor[6]

### Ehrendoktorwürden
- 1985: Ehrendoktorwürde der Saint Joseph’s University, Philadelphia
- 1990: Ehrendoktorwürde der Allentown College of St. Francis de Sales
- 1996: Ehrendoktorwürde der Katholischen Universität von Amerika, Washington D.C.
- 1998: Ehrendoktorwürde der Regis University, Denver
- 1998: Ehrendoktorwürde der John Cabot University, Rom
- 2007: Ehrendoktorwürde der University of Portland (Oregon)
- 2011: Ehrendoktorwürde der Universität Bethlehem[7]

### Ordensauszeichnungen
| Land                     | Kürzel | Orden                                                              | Jahr | Abb. |
| ------------------------ | ------ | ------------------------------------------------------------------ | ---- | ---- |
| Schweden                 |        | Großkreuz des Nordstern-Ordens                                     | 1991 |      |
| Vatikanstadt             |        | Kollarritter des Ritterordens vom Heiligen Grab zu Jerusalem       | 2007 |      |
|                          |        | Komtur mit Stern des Ritterordens vom Heiligen Grab zu Jerusalem   | 1991 |      |
| Chile                    |        | Großkreuz des Ordens Bernardo O’Higgins                            | 1996 |      |
| Argentinien              |        | Großkreuz des Ordens des Befreiers San Martin                      | 2003 |      |
| Souveräner Malteserorden |        | Kaplan mit Großkreuz des Souveräner Malteserordens                 | 2003 |      |
| Souveräner Malteserorden |        | Ehren- und Devotionsgroßkreuz-Bailli des Souveräner Malteserordens | 2010 |      |

## Mitgliedschaften
John Patrick Kardinal Foley war Mitglied der folgenden Kongregationen und Kommissionen der römischen Kurie:
- Kongregation für den Gottesdienst und die Sakramentenordnung (seit 2008)
- Kongregation für die Evangelisierung der Völker (seit 2008)